# Jano Rübo
Jano Rübo (ur. 11 grudnia 2002) – niemiecki judoka. 
Uczestnik mistrzostw świata w 2025, a także zdobył medal w drużynie. Startował w Pucharze Świata w latach 2022-2025. Trzeci na mistrzostwach Europy w drużynie w 2024 i 2025. Drugi na igrzyskach europejskich w 2023 w drużynie. Wicemistrz kraju w 2023; trzeci w 2022 i 2024 roku.